# Ахмад аль-Мустаїн
Ахмад аль-Мустаїн (*836 — 17 жовтня 866) — 12-й володар Багдадського халіфату в 862—866 роках. Тронне ім'я перекладається як «Той, хто шукає допомоги у Бога». Повне ім'я — Абу'л-Аббас Ахмад аль-Мустаїн Біллах.

## Життєпис
Походив з династії Аббасидів. Син Мухаммада, онук халіфа аль-Мутасіма. Народився у 836 році у Багдаді. При народженні отримав ім'я Ахмад. Про молоді роки та діяльність нічого невідомо. У 862 році після раптової смерті або вбивства халіфа аль-Мунтасіра (стриєчного брата Ахмада) за підтримки тюркської гвардії Ахмад стає новим халіфом під іменем аль-Мустаїн.
Проти вибору тюрків виступила арабська світська та військова знать, яка підтримала Зубайра, рідного брата померлого халіфа. Офіційна столиця Багдад перейшов на бік останнього. В результаті почалися запеклі бої між арабами та тюрками і берберами, які стали на бік аль-Мустаїна. Зрештою останній переміг, проте Багдаду завдано значних збитків. Частину повсталих було заслано до Критського емірату, а Зубайра запроторено до в'язниці.
Втім фактична влада в халіфаті належала очільникам тюркської гвардії, а аль-Мустаїн більше уваги приділяв розвагам. Невдовзі повстали сирійці. В цей час війська держави перейшли у наступ проти Візантійської імперії. У 862 році емірам Малатьї, Тарсу та Калакали вдалося значно розширити володіння у Малій Азії. Втім, 863 року вони зазнали нищівної поразки в битві при Лалакаоні, що значно погіршило становище халіфату в Закавказзі.
Невдачі у війні послабили державу в провінціях. В Багдаді вибухнуло нове повстання, яке тюрки придушили доволі швидко. Але у Табаристані виникла окрема держава на чолі з родом Зейдитів. У 864 році повстали представники роду Алідів — Яґ'я ібн Омар у місті Куфа в Месопотамії, Ахмада ібн-Іси в Реї (Північна Персія). Але вже на початку 865 року заколоти було придушено. Водночас було завдано поразки повсталим в області Хомс, яке вирувало в той самий час.
У 865 році аль-Мустаїн вирішив повернутися до Багдаду, щоб послабили вплив тюркської гвардії, збираючись відновити вплив персів та арабів. Під час подорожі тюркські вояки наздогнали його з вимогою повернутися, але халіф відмовився. Під час цього сталася сутичка, в якій одному з тюркських військовиків завдано удару. В результаті проти аль-Мустаїна піднялася уся тюркська гвардія. Її очільники оголосили новим халіфом стриєчного брата Зубайра. Самого аль-Мустаїна взяли в облогу в Багдаді. На початку 866 року останній погодився здатися та зректися влади. Він обіцяв прожити усе життя в Медіні. Проте після захоплення Багдада новий халіф наказав стратити аль-Мустаїна.